# Sint-Laurentiuskerk (Dieden)
De Sint-Laurentiuskerk, ook wel de Hervormde kerk, is een protestantse kerk in de Nederlandse plaats Dieden. De kerk is gewijd aan Laurentius van Rome.
De gedeeltelijke tufstenen kerk stamt uit de 13e eeuw en is op een zandrug langs de Maas gebouwd. Het dak is voorzien van een zadeldak. De zijwanden zijn voorzien van twee spitsboogvensters die afgewisseld worden met steunberen die in de 15e eeuw zijn toegevoegd toen het schip verhoogd werd. De aangebouwde toren stamt van later, uit de tweede helft van de 15e eeuw. Voor de bouw daarvan is tufsteen van de kerk hergebruikt in de onderste geledingen, maar meer naar boven zit baksteen. De toren bestaat totaal uit drie geledingen met daarop een ingesnoerde torenspits en wordt geflankeerd door een traptoren. De oorspronkelijk rooms-katholieke kerk viel in 1614 in protestantse handen. Katholieken waren vanaf 1648 dan ook welkom in de Sint-Willibrorduskerk in Demen.
De kerk en toren zijn in 1965 apart van elkaar aangewezen als rijksmonument. Nadien is het gerestaureerd (1970-1971) en weer voorzien van een dak, torenspits en traptoren. Het kerkje doet tegenwoordig dienst als kunstatelier van Marjo Smits.

## Galerij

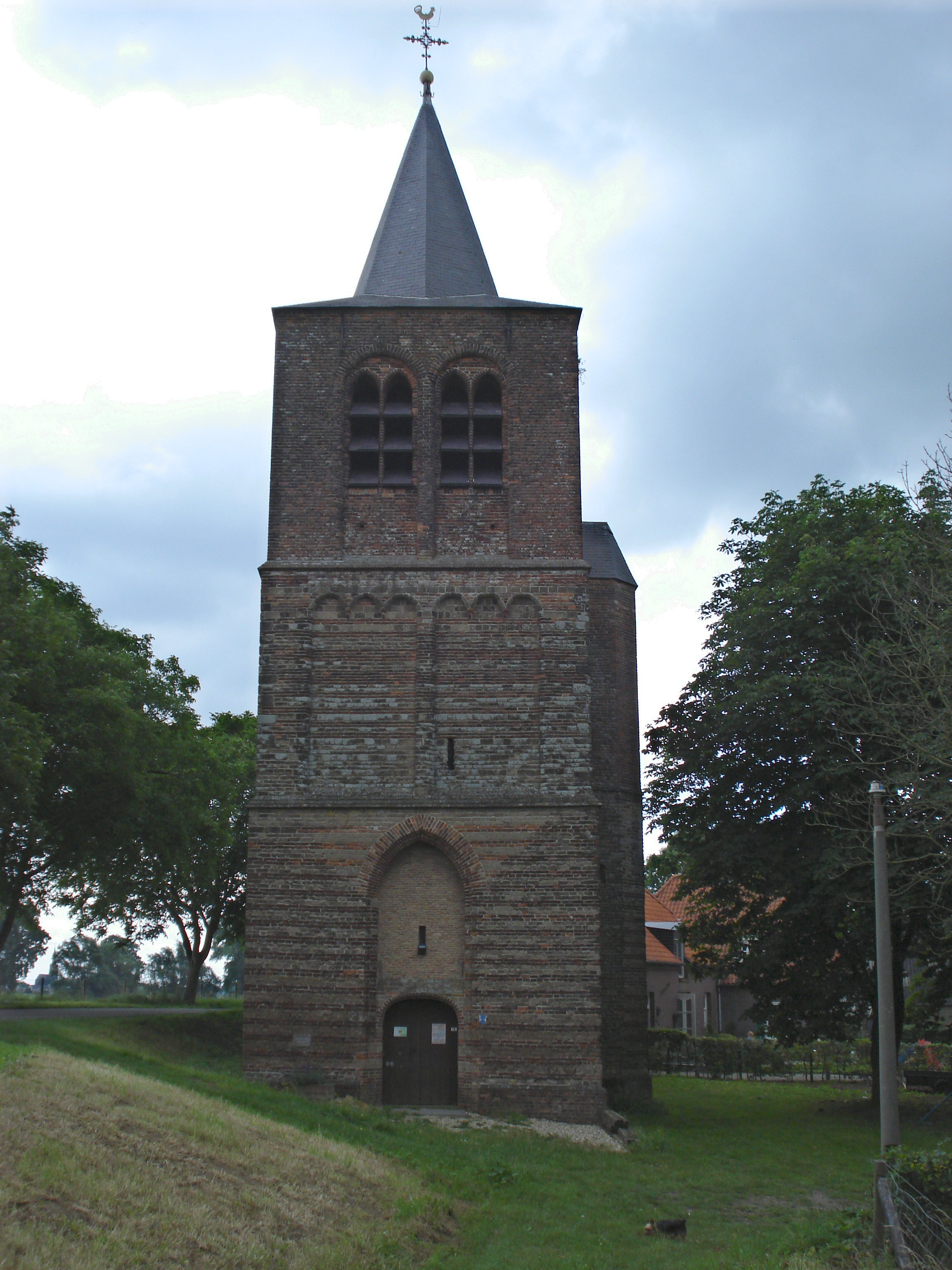
Vooraanzicht
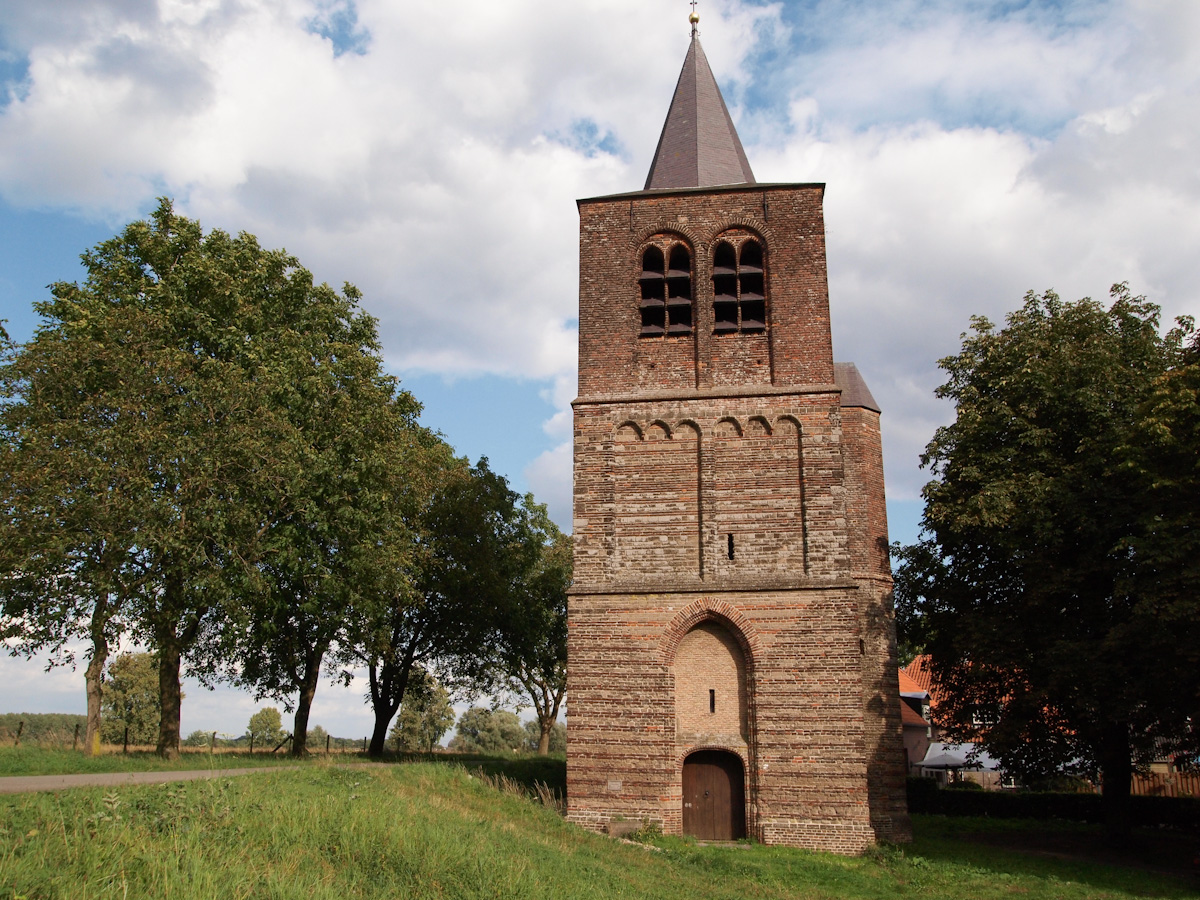
Aanzicht
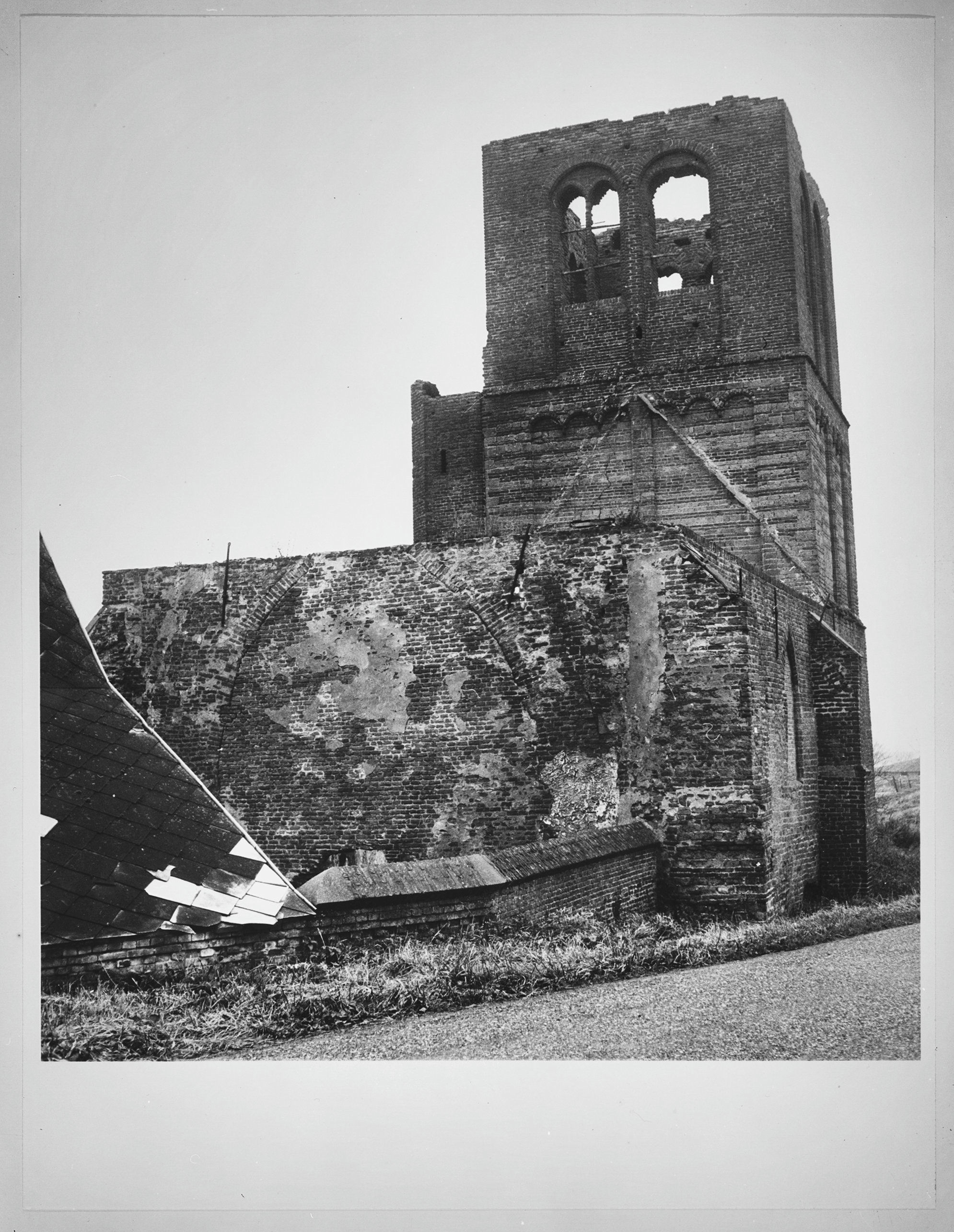
Ruïne in 1962
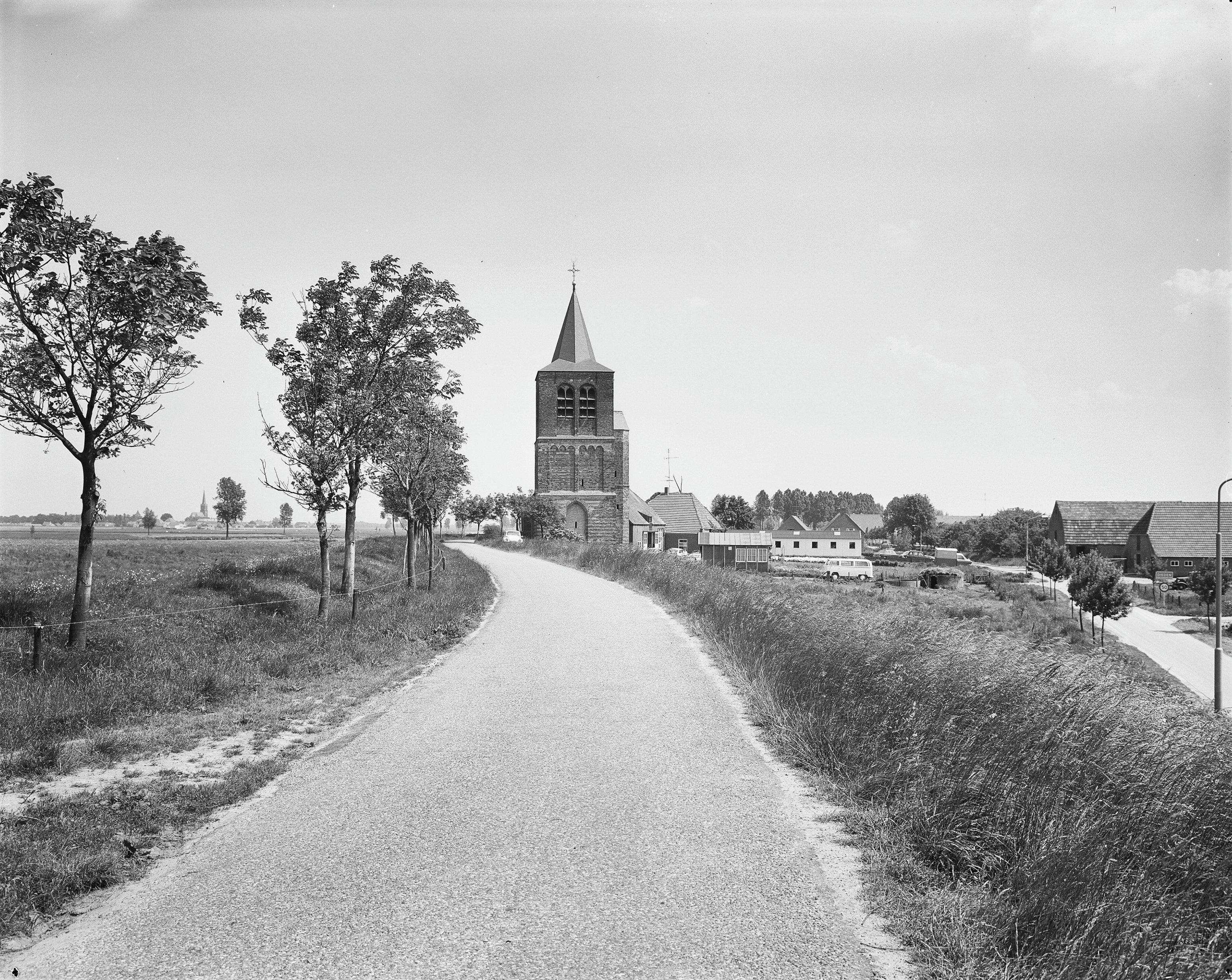
Straatbeeld in 1971